# Hui-wen von Groeling-Che
Hui-wen von Groeling-Che (chinesisch 車慧文, Pinyin chē huìwén; * 5. Juli 1944 in Peking) ist emeritierte Professorin für Chinesische Literatur, Übersetzerin, Kunsthistorikerin und Autorin mit Wohnsitz in Berlin.

## Leben
Hui-wen von Groeling-Che wurde am 5. Juli 1944 in Peking geboren. 1949 siedelte sie mit ihren Eltern nach Taiwan um. In Taipeh studierte sie englische und amerikanische Literatur an der Chengchi-Nationaluniversität. Während des Studiums an der Tamkang-Universität heiratete sie den deutschen Studienkollegen Erik von Groeling. 1969 kam sie nach Deutschland. Zwischen 1973 und 2004 übte sie verschiedene Lehrtätigkeiten in Köln und Berlin aus. Sie übersetzte das Buch „Der Mächtige Strom“ (Jùliú hé巨流河) von Chi Pang-yuan.